# Ceroplesis aethiops
Ceroplesis aethiops es una especie de escarabajo longicornio del género Ceroplesis, subfamilia Lamiinae. Fue descrita científicamente por Fabricius en 1775.
Se distribuye por Sudáfrica. Mide 20-28 milímetros de longitud. El período de vuelo de esta especie ocurre únicamente en el mes de septiembre.